# 跨站式站房
- 關於中國大陸的一座鐵路車站，請見「桥上站」。

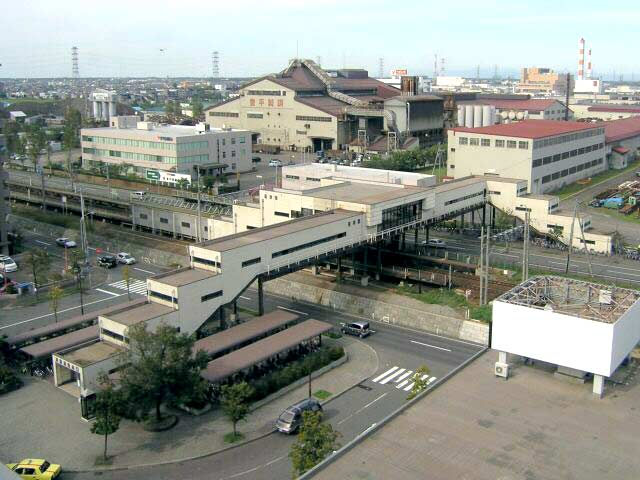
跨站式站房鳥瞰（圖為JR北海道的發寒車站（発寒駅））

跨站式站房，又稱為跨站式車站、跨線式站房或橋上車站，是鐵路車站的一種設計形式，屬地上站的一類。相對概念為橋下站，即車站修在某座橋樑以下的車站。
與傳統的地面車站相同，跨站式車站的月台區與鐵路路線仍然位於地面上，但車站站房，包括售票口、辦公室、檢票口等，全都位於橫跨車站內鐵路路線的人行天橋之上。由於站體與人行天橋合而為一，因此此類車站又經常稱呼為橋上車站（源自於日語中的），但這與雖然少見但真正存在、實際上建築在橫跨河流的橋樑上之橋上車站（例如日本京都附近JR嵯峨野線沿線、橫跨保津川的保津峽車站）仍然有意義上的不同。

## 概要
地上站被改建成跨站式站房的情况很多。在地上车站，如果不在铁路两侧分别设置车站的话，从两侧很难利用。另一方面，跨站式站房站虽然存在车站建设费增加等缺点，但因为可以将检票口和售票处等集中在一个地方，所以可以简化车站功能。另外，通过在设有自由通道的跨站式站房站进行改建，地面站的情况下，连接线路两侧区域的基本必要设备——自由通道（跨站式站房站舍）也可以兼有，因此不需要新的自由通道，而是为线路分割的地区间的行人提供便利另外，如果是带车道的跨线桥的话，车辆也可以通行，可以提高巴士和出租车的便利性。

## 構造
跨站式站房在站台的上层部分完全集中了车站的功能，因此失去了作为地上站的优点，比起高架站或地下站，有时移动距离也会变长。另外，无论哪个站台都需要和车站之间的上行下行。除此之外，琦玉县春日部市还说明了“一旦跨站式车站化，之后铁路就不可能高架化”等跨站式站房车站化的缺点。
对于老年人和残疾人来说，上下楼梯的时候台阶会产生障碍，所以电梯和电梯等运输机在车站和站台之间，或者在车站和地上之间设置了无障碍设施。
由于站台上的空间配置了车站功能，在土地富余的地方比较容易实现无障碍设施化，也可以有效利用土地，所以有时会从重建和车站开设时开始在跨站式站房站建设。
在斜地设置的铁路站，从高地一侧到跨站式站房部分的车站可以没有台阶地到达。但是，从低地侧看车站的话，有时会看到高架站的跨站式站房站。

## 车站周边
由于跨站式站房车站化，车站的空间本身就很宽广，所以很容易充实厕所和店铺等的功能。在日本，2000年代以后，在车站内开展商业设施建设事业的车站也很多。由于跨站式站房站的构造便于与行人通道连廊联系，所以在商业密集的地方，跨站式站房站也可以作为与周边商业设施的联络设备来引入。另外，如果将一直以来都是地上站舍的车站改为跨站式站房站舍，利用建有地上站舍的旧址，新设置了巴士总站等，可以增加巴士线路。

## 特色
跨站式車站的優點在於站體設施不需額外修築於鐵路線與月台區旁，因此車站佔用的土地面積較少，常見於都會區人口發展已經很密集，但因為旅運需求增加而新設的車站。像這樣的設站地點由於已經高度開發地價昂貴，如無預先保留建設用地則得花上高昂的土地購置成本才有辦法設置新車站。跨站式車站的車站本體完全修築在原本的鐵路路線之上不需額外的用地，因此大大解決了土地來源的問題。跨站式車站還有其他的好處，例如容易利用立體的方式與周遭的既存設施（例如辦公大樓、百貨公司、商店街等等）連結提升往來旅客的便利性，以及售票人力及設備配置可精簡，無需在車站兩邊都設售票窗口及售票機，且車站兩端皆有出入口，可便利旅客使用車站，避免了傳統車站僅有站房一邊的週圍較為發展的情形。
在缺點上，由於使用跨站式車站一定得在不同的設施樓層之間移動，因此除非是利用電梯、手扶梯等設施輔助，否則會對老年人、身障人士或攜帶大件行李的旅客造成相當程度的困擾，在無障礙環境的規劃上難度也相對較純粹設於地面上的車站來得高。
在構造上，跨站式車站與高架車站有極高的近似性，兩種車站結構都一樣是利用月台/路線與站體設施分層重疊達到節省用地的目標，不同的是跨站式車站的站體位於高架樓層，月台區位於地面，但高架車站正好相反——站體位於地面（亦可以是高架於月台上方或下方），月台區則採高架設計以配合高架路線。
在某些傳統的地面車站由於時代的改變旅運需求增加，原有的車站設施容量不足，因此進行改建將部分車站設施移築到跨線天橋之上，而成為半地面、半橋上的混種設計。雖然此類的車站在特性上的確具有相當程度跨站式車站的風格，但在分類上還是傾向歸類於地面車站的一種，只有整個站體都位於天橋上的車站，才被歸類為真正的跨站式車站。

## 應用

### 臺灣

#### 臺灣鐵路公司

##### 現存車站
- 宜蘭縣：蘇澳新站（汽車可直駛2樓迎送旅客）、羅東車站
- 基隆市：百福車站
- 新北市：汐科車站（南站房）、樹林車站、山佳車站、鶯歌車站
- 桃園市：桃園車站（為了配合桃園鐵路地下化而興建的臨時站房）、埔心車站、楊梅車站
- 新竹縣：北湖車站（唯一地下跨站式車站）、湖口車站、新豐車站、竹北車站
- 新竹市：北新竹車站
- 苗栗縣：竹南車站、苗栗車站
- 臺中市：新烏日車站（與高鐵台中站共站並以天橋連接）、沙鹿車站
- 彰化縣：大村車站、田中車站
- 雲林縣：斗六車站、斗南車站
- 嘉義縣：大林車站（臺鐵第1座綠建築車站）、民雄車站（臺鐵第2座綠建築車站）
- 嘉義市：嘉北車站
- 臺南市：南科車站（臺鐵第1座太陽能車站）
- 高雄市：橋頭車站（與高雄捷運R23橋頭火車站共構）、新左營車站（車站出入口位於2樓，與高鐵左營站共站）
- 花蓮縣：花蓮車站

##### 已拆除車站
若干車站在跨站改建後，由於路線必須地下化或高架化的原因而遭改建命運；此外路線地下化或高架化工程進行途中對部分車站往往必須增建臨時站體，為了避免影響施工範圍而使跨站式站房成為首選，直到永久線完成、路線切換後消失。
- 松山車站（臨時）
- 舊板橋車站（臨時）
- 南港車站（臨時）
- 汐止車站（臨時）
- 太原車站 （台中鐵路高架化後廢止）
- 左營車站（臨時／高雄鐵路地下化後廢止）
- 高雄車站（臨時／高雄鐵路地下化後廢止）

#### 台灣高鐵
- 左營站

#### 臺中捷運
- 高鐵台中站

#### 高雄捷運
- 紅線：岡山高醫站
- 橘線：大寮站